# Елеазар (сын Аарона)
Елеаза́р (или Елазар, др.-евр. אֶלְעָזָר‬) — священник из Ветхого Завета, второй иудейский первосвященник, ставший преемником своего отца Аарона. Сын Элишевы, племянник Моисея.

## Жизнь
Елеазар сделал многое во время скитаний по пустыне, начиная от покрытия жертвенника медными листами, сделанными из кадильниц людей Кореевых, и заканчивая закланием рыжей телицы для принесения её в жертву Богу. После смерти его старших братьев Надава и Авиуда, ему была поручена вся Скиния. Его жена, одна из дочерей Футииловых, родила ему сына Финееса, который станет следующим за ним первосвященником.
На горе Ор он был облачен в священнические одеяния, которые Моисей снял с отца его Аарона, и рукоположил его, как преемника его отца, в сан Первосвященника, и он исполнял свои обязанности в течение двадцати лет. Он принимал участие в исчислении народа, которое проводил Моисей, и помогал при назначении Иисуса Навина.
После он помогал в распределении земли Ханаанской между коленами Израильскими. Когда он умер, то «похоронили его на холме Финееса, сына его, который дан ему на горе Ефремовой». Холм Финееса, вероятно, располагается в деревне Аварта, что в Самарии, на западном берегу реки Иордан. По причине нестабильной ситуации с безопасностью в современном Израиле, его вооруженные силы ограничивают возможность посещения данного места, разрешая евреям приходить на холм Финееса исключительно в пятый день Шевата (выпадающий примерно на январь-февраль) по еврейскому календарю.
Сан Первосвященника оставался за семьей Елеазара, до тех пор, пока он не перешёл к Илию (Илий был потомком Ифамара, брата Елеазара). Сан Первосвященника был возвращен роду Елеазара в лице Садока, после того, как Соломон отнял эти полномочия у Авиафара.
Согласно самаритянским источникам[каким?], между сынами Ифамара и сынами Финееса разразилась гражданская война, которая привела к разделению между теми, кто следовал за Илием, и теми, кто следовал за Первосвященником Уззи бен Букки, на горе Гризим Вефиль (третья же группа не последовала ни за кем). Также, согласно самаритянским источникам[каким?], первосвященческая линия сынов Финееса прервалась в 1624 году н. э., вместе со смертью Первосвященника Шломо бен Финееса.

## Празднование
Елеазар почитается Святым в Восточной Православной Церкви, его днём считается 2 сентября, а также он почитается Святым Отцом согласно Календарю Святых в Армянской Апостольской Церкви, где празднование в его честь совершается 30 июля.

## Другие библейские персонажи по имени Елеазар
Кратко в Пятикнижии говорится о следующих людях по имени Елеазар:
Елеазар, сын Аминадава из Кириаф-Иарима, которому было вверено хранение ковчега завета
Елеазар, сын Додая, один из воинов Давида
Елеазар, сын Финееса, отвечал за священные сосуды, возвращенные в Иерусалим после Вавилонского плена.
Елеазар, прозываемый Аваран, убивший боевого слона в I Маккавеев.
В Новом Завете также присутствует иной Елеазар, сын Елиуда, который приводится в родословной из Евангелия от Матфея, будучи прадедом Иосифа, мужа Девы Марии.
Саймон Перри утверждал, что притча о богаче и Лазаре (Лк. 16:19-31) относится к Елеазару из Дамаска. В Быт. 15:4 Бог говорит Аврааму: «не будет он твоим наследником». Оставляя Лазаря (сокращенная версия имени «Елеазар») за вратами воспринятого потомка Авраама, а затем помещая его на лоно Авраамово, Иисус вносит коренное изменение в завет.
Согласно сторонникам документарной теории, имя «Елеазар» используется как имя сына Моисеева (см. Исход, 18:4). Это имя обычно соотносится с именем Элиезер. Элиезер — это также имя двух библейских персонажей, сыгравших незначительную роль.